# Abre Caminho
Abre Caminho é o álbum de estréia da cantora brasileira Mariene de Castro, lançado em 14 de fevereiro de 2005. Em 2004, ganhou o Prêmio Brasken de Música e gravou o seu primeiro CD, Abre Caminho, escolhido no ano seguinte como o Melhor Disco Regional no Prêmio TIM.

## Lista de faixas
| N.º | Título                                                       | Compositor(es)                              | Duração |  |
| 1.  | "Abre Caminho"                                               | Roque Ferreira J. Velloso Mariene de Castro | 3:12    |  |
| 2.  | "Ilha de Maré"                                               | Walmir Lima Lupa                            | 3:04    |  |
| 3.  | "Raiz"                                                       | J. Velloso Roberto Mendes                   | 3:11    |  |
| 4.  | "Poema para uma Tribo / Vem pra Minha Aldeia / Lenço Branco" | Clovis Gilson Silva Bibiu                   | 3:59    |  |
| 5.  | "Cantiga de Cangaceiro"                                      | Ferreira                                    | 4:57    |  |
| 6.  | "Mulher"                                                     | Gerônimo                                    | 3:07    |  |
| 7.  | "Planeta Água"                                               | Guilherme Arantes                           | 4:32    |  |
| 8.  | "Garaximbola"                                                | Ferreira Paulo César Pinheiro               | 2:51    |  |
| 9.  | "Nonô"                                                       | Ferreira                                    | 3:23    |  |
| 10. | "Prece de Pescador"                                          | Ferreira J. Velloso                         | 4:46    |  |
| 11. | "Flor de Muçambê"                                            | Ferreira                                    | 4:06    |  |
| 12. | "Quebradeira de Coco"                                        | Ferreira                                    | 4:59    |  |
| 13. | "Estrelas"                                                   | Caetano Veloso                              | 4:16    |  |
| 14. | "Cantigas de São Cosme e São Damião"                         | Dominio público                             | 5:40    |  |
| 15. | "Samba no Terreiro"                                          | Ferreira                                    | 5:40    |  |
| 16. | "Pontos de Caboclo"                                          | Domínio público                             | 1:11    |  |

## Prêmios
Abre Caminho venceu o prêmio TIM de melhor disco regional em 2005.